# Ludwig Wilhelm von Schorlemmer
Ludwig Wilhelm von Schorlemmer, auch Schorlemer (* 1695 in Hessen; † 14. Mai 1776 in Berlin) war ein königlich preußischer Generalleutnant, Ritter des Ordens Pour le Mérite, Chef des Dragoner-Regiments Nr. 6 sowie Amtshauptmann von Wolmirstedt und Wanzleben.

## Leben

### Herkunft
Ludwig Wilhelm von Schorlemmer entstammte der hessischen Linie Herringhausen. Sein Vater war der kaiserliche Major Benedikt Franz von Schorlemer, seine Mutter Beate von Bielefeld.

### Militärlaufbahn
Schorlemmer trat 1718 in die preußische Armee ein. Er kam zum Kürassier-Regiment Nr. 3 (Dewitz) und wurde am 29. November 1718 Kornet. Er stieg weiter auf und wurde 1739 als Rittmeister vom Kürassier-Regiment Nr. 7 (Ihlow) in das Kürassier-Regiment Nr. 12 (Waldau) versetzt. Dort wurde er am 2. August 1739 Major, im Jahr 1741 Oberstleutnant, und nach der Schlacht bei Chotusitz im Mai 1742 Oberst.
Für seine Tapferkeit in der Schlacht bei Hohenfriedberg am 4. Juni 1745 bekam der den Pour le Mérite. Im Jahre 1747 wurde er zum Generalmajor ernannt und wurde Chef des Dragoner-Regiments Nr. 6 (Möllendorf). Friedrich II. schenkte ihm 1751 die Präbende von Münster-Eiffel. Am 5. Oktober 1752 wurde er zudem Amtshauptmann von Wolmirstedt und Wansleben. Im Juni 1755 wurde er Generalleutnant.
Im Siebenjährigen Krieg bekam er die Schuld am Verlust Schlacht bei Groß-Jägersdorf (30. August 1757), da er nicht genügend Aufgeklärt haben sollte. Zudem war seine Reiterei nach einem zurückgeschlagenen Angriff auf den rechter Flügel des russischen Stellung zu weit zurückgegangen und nicht wieder in den Kampf gekommen. Dennoch war er bei den Schlachten von Zorndorf (25. August 1758), Kay (23. Juli 1759) und Kunersdorf (12. August 1759) dabei, ohne aber Akzente zu setzen.
Er nahm 1760 seinen Abschied, blieb in Berlin, wo er am 14. Mai 1776 starb.

### Familie
Er heiratete mit königlicher Genehmigung Anna Gertrud Langen (1700; † 14. Juni 1779). Mit ihr hatte er zwei Söhne und zwei Töchter.
- Ludwig Wilhelm (* 1728 in Salzwedel; † ?) hat am 4. Mai 1759 als Hauptmann den Dienst quittiert
- Anna Katharina Luise (* 1731; † 14. Juni 1777 in Berlin) begraben in der Garnisonkirche
- Juliane Sophie (* 1731; † 28. Juli 1787 in Berlin) begraben in der Garnisonkirche
- Johann Ludwig (* 1732; † ?) hat am 2. Juli 1762 als Hauptmann den Dienst quittiert